# Альошкін Олексій Михайлович
Олексі́й Миха́йлович Альо́шкін (5 січня 1957, Луганськ) — український художник. Працює у жанрах станкової та монументальної скульптури.

## Біографічна довідка
Народився в м. Луганськ, у 1963 році переїхав з родиною у Київ.
Навчався у Київському державному художньому інституті за фахом скульптури. У 1980 році закінчив Білоруський державний театрально-художній інститут за фахом художник ДПМ.
Після закінчення університету разом з дружиною Людмилою переїхали до села Букатинка Чернівецького району Вінницької області.
Головний напрямок творчості художника — скульптури з пісковика на міфологічні, історичні та природні теми. Олексій Альошкін бере участь у міжнародних та національних виставках, його скульптури знаходяться у багатьох містах України.
У 1986 році подружжя Альошкіних вперше організували всеукраїнський пленер каменярів-скульпторів у Буші. Пізніше захід став традиційним і проходить у різних населених пунктах Вінниччини.
Член Вінницької обласної організації Національної спілки художників України з 2010 року.
Олексій та Людмила Альошкіни влаштували музеї у викуплених старих хатах, організовують театр тіней, працюють вчителями у місцевій школі.